# Жосіно Левіно Феррейра
Жосіно Левіно Феррейра (порт. Josino Levino Ferreira; нар. 3 квітня 1913) — бразильський довгожитель, чий вік підтверджено Групою геронтологічних досліджень (GRG) та Групою LongeviQuest (LQ). Наразі він є 2-м найстаршим живим чоловіком у Бразилії, Південній Америці та світі, поступаючись лише Жуану Марінью Нето, (який на пів року старший за нього). Він входить до 60 найстаріших підтверджених чоловіків у світі. Його вік становить 112 років, 129 днів.

## Біографія
Жосіно Левіно Феррейра народився в Консейсані, Параїба, Бразилія, 3 квітня 1913 року. Все своє життя він пропрацював фермером. У 1941 році він одружився з Себастьяною Аною да Консейсаною, у пари народилося 6 дітей. Проте вона померла в 2001 році у віці 87 років, проживши разом 60 років.
Станом на своє 112-річчя 3 квітня 2025 року у Жосіно було троє живих дітей: Луїс Левіно, Марія Левіно та Хосефа Левіно та 11 внуків, 17 правнуків та 5 праправнуків.
Проживає в Коронель-Езек'єлі, Ріу-Гранді-ду-Норті, Бразилія, у віці 112 років, 129 днів.

## Рекорди довгожителя
- 25 листопада 2024 року, після смерті 112-річного Джона Тінісвуда з Великобританії, став 2-м живим чоловіком в Бразилії та світі.
- 3 квітня 2025 року, Жосіно став 70-м найстаршим чоловіком який досяг 112-річчя.